# Hubert Jacob Esser

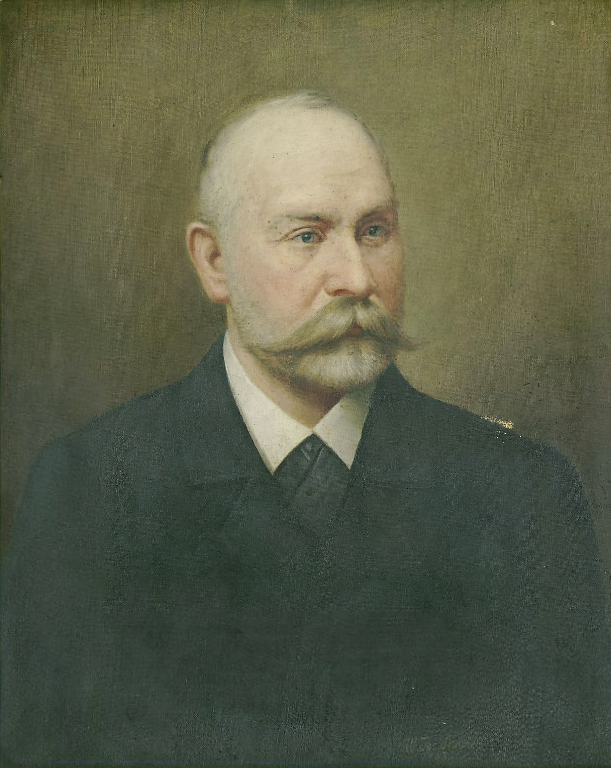
Hubert Jacob Esser (1893)

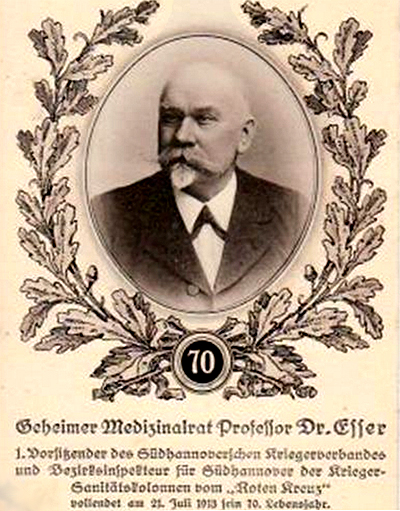
„Geheimer Medizinalrat Professor Dr. Esser“;
Ansichtskarte (Ausschnitt) mit Ankündigung seines 70. Geburtstages, 1913

Wilhelm Hubert Jacob Esser (* 21. Juli 1843 in Neuss; † 22. April 1925 in Göttingen) war Hochschullehrer, Veterinär und Mitglied des Reichstages.

## Leben
Esser machte das Maturitäts-Examen auf dem Quirinus-Gymnasium Neuss und absolvierte das tierärztliche Staats-Examen und das Examen für beamtete Tierärzte sowie das medizinische Doktor-Examen. Er war Universitätsprofessor in Göttingen und Direktor des Tierärztlichen Instituts von 1875 bis 1921.
Von 1887 bis 1890 war er Mitglied des Deutschen Reichstags für den Wahlkreis Provinz Hannover 12 Göttingen, Duderstadt, Münden für die Nationalliberale Partei.
Spätestens 1913 war Esser zum Geheimen Medizinalrat erhoben worden, agierte als 1. Vorsitzender des Südhannoverschen Kriegerverbandes sowie als Bezirksinspektor für Südhannover der Krieger-Sanitätskolonnen vom Roten Kreuz.